# Station Czarnowąsy
Station Czarnowąsy is een spoorwegstation in de Poolse plaats Czarnowąsy.